# 國立鹿港高級中學
國立鹿港高級中學（英語：National Lukang Senior High School），簡稱鹿港高中或鹿高，位於彰化縣鹿港鎮，歷史悠久，校友眾多，為彰化地區的傳統高級中學之一。

## 沿革
- 1946年1月創校，設立「臺中縣立鹿港初級中學」，校址先借用前日本小學校舍。招收初中學生三班，於4月28日開學；7月先修班即結業。
- 1947年2月，校舍建築委員會決議遷往鹿港神社。
- 1950年，10月改隸彰化縣，更名為「彰化縣立鹿港初級中學」。
- 1952年，改制為完全中學。
- 1955年，選定福興鄉西勢村為實驗農村。
- 1956年，6月增設高級部水產職業科；9月設立和美分部。
- 1961年，彰化縣為發展中等教育，計劃每一鄉鎮成立一所初中，於彰化、花壇、芬園三地設立分部，名義招收新生17班，連同該校33班，共有學生50班。
- 1962年，籌備福興分部；7月彰化、花壇、芬園三分部均籌備完成，分別獨立設校為初級中學。
- 1964年，福興分部獨立為彰化縣立福興初級中學；8月秀水分班移轉至彰化縣立秀水農業學校初中部。
- 1965年，增設高級漁船輪機科，招收新生一班。
- 1968年，8月1日，因應省辦高中政策，改隸台灣省政府教育廳，更名為「臺灣省立鹿港高級中學」。並因九年國教政策搬遷至今址，設有普通科、水產輪機科、水產養殖科；舊址留下初中部成為今鹿港國中。
- 1974年，增設綜合商業科。
- 1983年，設置延長以職業教育為主的國民教育之補校式綜合商業科。
- 1985年，停招海事輪機科及水產養殖科，改設汽車修護科。
- 1987年，恢復招收水產養殖經營科，成立進修補習學校設置自給自足式綜合商業科，延長職教綜合商業科改為延長職教班。
- 1988年，綜合商業科改為商業經營科。延教班綜合商業科改為會計實務科。
- 1994年，試辦國中技藝教育班。
- 2000年，因應精省，2月1日起改隸教育部，更名為「國立鹿港高級中學」。

## 班級

### 日間部
- 普通科
- 商業經營科
- 國際貿易科
- 汽車科
- 水產養殖科

### 進修部
- 商業經營科
- 商用資訊科

## 歷任校長
- 第一任：徐鳴亞 先生 1968年8月－1973年7月
- 第二任：潘星照 先生 1973年8月－1982年7月
- 第三任：杜泗輝 先生 1982年8月－1986年7月
- 第四任：張振葉 先生 1986年8月－1993年7月
- 第五任：許健夫 先生 1993年8月－1998年7月
- 第六任：蔡平和 先生 1998年8月－2002年1月
- 第七任：蔡文榮 先生 2002年2月－2006年1月
- 第八任：王永昌 先生 2006年2月－2010年7月
- 第九、十任：陳漢銘 先生 2010年8月－2016年7月
- 第十一、十二任：林宜賢 先生 2016年8月－2024年7月
- 第十三任：林玉芬 女士 2024年8月-迄今

## 傑出校友
- 政治界
  - 李華洋：曾任國大代表主席團主席、省政府顧問、農會理事。
  - 陳美子：前立法委員、國大代表，曾榮獲美國傳記協會評審為20世紀全世界500位具有影響力領導人之一及終身成就獎。
- 演藝界
  - 陳明真：藝人，1990年10月發行第一張個人專輯《變心的翅膀》出道，以清新秀氣名號著名。
- 文學界
  - 席絹：作家，1990年代中期以來最受歡迎的台灣言情小說家之一。其作品被稱為「冰淇淋」文學。
- 學術教育界
  - 楊忠和：前體委會主委、台北市政府體育局局長。
  - 粘淑真：國立彰化高商校長
  - 詹坤華：前該校教務主任，曾榮獲師鐸獎、杏壇芬芳獎。
  - 蔡麗卿：前鹿港鎮洛津國小校長。
- 企業界
  - 黃嘉瑩：美國銀行聖蓋博區房貸部副總裁。
  - 朱有義：華新科技董事。
  - 姚嘉澆：前亞太電信董事、台中商業銀行監察人。
  - 蔡國源：寶島眼鏡董事、金可國際集團董事總經理。
  - 蔡哲雄：前土地銀行、臺灣金融控股、臺灣銀行董事長。
- 公職界
  - 施清火：臺灣高等法院檢察署檢察官。
  - 周自能：前考選部人事主任。
- 社福界
  - 王錫淵：牙醫師，因參與921大地震學校重建工作榮獲行政院院長獎，2005年於柬埔寨班迭棉吉省波別興建都巴薩中學而榮獲柬埔寨教育部長致贈勳章。
  - 陳國詩：設置《牛津英英、英漢雙解辭典》點字版，以幫助盲人研讀英語，曾榮獲救國團頒發的青年獎章。
- 藝文界
  - 李元亨：藝術家，曾榮獲法國藝術家沙龍公爵國際大獎、全國美展雕塑第一名（金鐏獎）。

## 社團
1. 班聯會
2. 畢聯會

### 學術類
1. 勤學社
2. 科學研習社
3. 模擬聯合國社

### 文藝類
1. 海風社
2. 動畫漫畫研習社
3. 墨竹辯論社(已倒社)
4. 人文電影社

### 體育類
1. 排球社
2. 籃球社
3. 羽球社
4. 桌球社
5. 壘球社
6. 推手社(已倒社)

### 服務類
1. 校旗儀隊
2. 漸健美健康促進社
3. 鹿港民俗文物館志工社
4. 鹿港古蹟解說團
5. 鹿光糾察社
6. 洛江童軍社
7. 圖書館社
8. 環保義工社
9. 司儀&旗手
10. Lohas扶幼社
11. 愛飛翔志工社

### 舞蹈類
1. 現代舞蹈社
2. 熱舞社
3. 肚皮舞社

### 音樂類
1. 痞克吉他社
2. 熱門音樂社
3. 美聲社

### 藝能類
1. 日文社
2. 學生電腦菁英社
3. AI創意社
4. 烹飪社（原家政社）
5. 數位影音創作社
6. 奇幻魔術社

## 外部連結
- 國立鹿港高級中學 首頁（页面存档备份，存于）